# Powstanie w Brunei
Powstanie w Brunei – powstanie mieszkańców Brunei przeciwko rządom kolonialnym Wielkiej Brytanii i próbie włączenia kraju w skład Malezji. Walki wybuchły 8 grudnia 1962 roku i były prowadzone przez Azahariego, przywódcę Partii Ludowej Brunei. W trakcie powstania Azhari schronił się na Filipinach – wybrał ten kraj ze względu na pretensje Filipin do północnej części Borneo oraz opór kraju względem integracji tego obszaru do Malezji.
W przeprowadzonych w Brunei w sierpniu 1962 roku wyborach do Rady Legislacyjnej zdecydowane zwycięstwo odniosła lewicowa Partia Ludowa (PRB) pod wodzą A.M. Azahari, który sprzeciwiał się wstąpieniu Brunei do Federacji i postulował utworzenie niezależnego państwa skupiającego trzy brytyjskie kolonie znajdujące się w północnej części Borneo, tj. Brunei, Sarawak i Sabah. Postulaty Partii Ludowej zostały odrzucone przez sułtana Brunei, którym pozostawał Omar Ali Saifuddien III znajdujący się pod faktyczną protekcją Wielkiej Brytanii. W rezultacie Partia Ludowa rozpoczęła przygotowania do zbrojnej próby odsunięcia od władzy Omara, a w tym zadaniu poparły ją antykolonialne rządy Singapuru i Indonezji (według części historyków to Indonezja sprowokowała przewrót, są też tacy, którzy uważają, że przewrót był brytyjską intrygą).
W grudniu 1962 roku Azahari stanął na czele Narodowej Armii Północnego Borneo (która miała prawdopodobnie wsparcie materialne Indonezji) i 8 grudnia przeprowadził pucz w celu obalenia sułtana – zwolennika przystąpienia do Federacji. Pucz nie udał się, a Narodowa Armia Północnego Borneo kontynuowała zbrojny opór względem rządu do 17 grudnia. Choć powstanie zostało z pomocą Wielkiej Brytanii stłumione to monarcha zrozumiał sprzeciw społeczny względem przystąpienia do Federacji i w rezultacie zrezygnował z tego pomysłu.
Wsparcie indonezyjskiego prezydenta Sukarno dla rebeliantów było jedną z przyczyn wybuchu sporu indonezyjsko-malezyjskiego.
Rebelia na Brunei była też sygnałem dla rozpoczęcia antymalezyjskiego i antykolonialnego powstania w Sarawaku.